# Риттер, Джон
Джо́натан Саутворт Ри́ттер (англ. Jonathan Southworth Ritter; 17 сентября 1948, Бербанк — 11 сентября 2003, там же), более известный как Джон Ри́ттер (англ. John Ritter) — американский актёр, известный по ролям в ситкомах «Трое — это компания» и «8 простых правил для друга моей дочери-подростка», а также по фильмам «Трудный ребёнок» и «Трудный ребёнок — 2».

## Ранняя жизнь и образование
Джонатан Саутворт Риттер родился 17 сентября 1948 года в Бёрбанке, штат Калифорния, в семье кантри-певца и актёра Текса Риттера, известного под прозвищем «поющий ковбой», и его жены — актрисы Дороти Фей. Кроме Джона, в семье был ещё один ребёнок — сын Томас Мэтью (р. 8 января 1947), страдавший церебральным параличом. В детстве Джон периодически появлялся на сцене вместе с отцом.
Джон обучался в Голливудской старшей школе, где был одновременно президентом школьного совета и «умником» (англ. class clown). Вскоре после того, как Джон окончил школу весной 1965 года, состоялся его телевизионный дебют: в 1966 году он участвовал в шоу «The Dating Game», где выиграл поездку на каникулах в Лейк-Хавасу-Сити в Аризоне. Затем Джон поступил в университет Южной Калифорнии, где специализировался в психологии и получил степень по архитектуре. Вскоре после начала обучения Риттер стал посещать занятия по актёрскому мастерству, которые вела Нина Фох, и сменил направление обучения с психологии на театральное искусство. Он также обучался ремеслу у Стеллы Адлер в комедийной мастерской Харви Лембека. Ещё до получения степени бакалавра искусств в 1971 году Риттер провёл несколько месяцев в 1968—1969 годах в Англии, Шотландии, Голландии и Германии, где выступал в различных театральных постановках. Комедийный талант Джона в дальнейшем позволил ему регулярно получать соответствующие роли в театре, хотя сам он мечтал сыграть драматического персонажа.

## Карьера
До того, как попасть на телевидение, Риттер сыграл несколько ролей в театре. С 1968 года стал сниматься в различных сериалах, затем дебютировал в кино в роли Роджера в фильме The Barefoot Executive. С первых работ в кино и на телевидении зарекомендовал себя ярким комедийным актёром.
Знаковой для Джона стала роль Джека Триппера в сериале «Трое — это компания». За неё Риттер получил две премии: Золотой глобус (1983) и Эмми (1984). Также успешной стала роль детектива Хупермана в одноимённом сериале. Также Джон выступал продюсером нескольких фильмов. Он был приглашённой звездой в таких проектах как «Клиника», «Закон и порядок: Специальный корпус», «Баффи — истребительница вампиров» и других. Также Джон озвучивал мультфильмы и мультсериалы. Последней для Джона Риттера стала роль Пола Хеннесси в сериале «8 простых правил для друга моей дочери-подростка». Герой Риттера умер после потери сознания в продуктовом магазине. За эту роль Джон был номинирован в 2004 году на премию Эмми посмертно.

### Бродвей
Риттер играл роль Клода Пичона в комедии Нила Саймона The Dinner Party в Театре «Music Box» на Бродвее. За эту роль в 2001 году Джон получил Theatre World Award.

## Личная жизнь
В 1977 году Риттер женился на актрисе Нэнси Морган, в браке с которой родилось трое детей: Джейсон, Карли и Тайлер. Пара развелась в 1996 году.
18 сентября 1999 года Риттер женился на актрисе Эми Ясбек, с которой познакомился на съёмках фильма «Трудный ребёнок». За год до свадьбы у них родилась дочь Стелла.

## Смерть

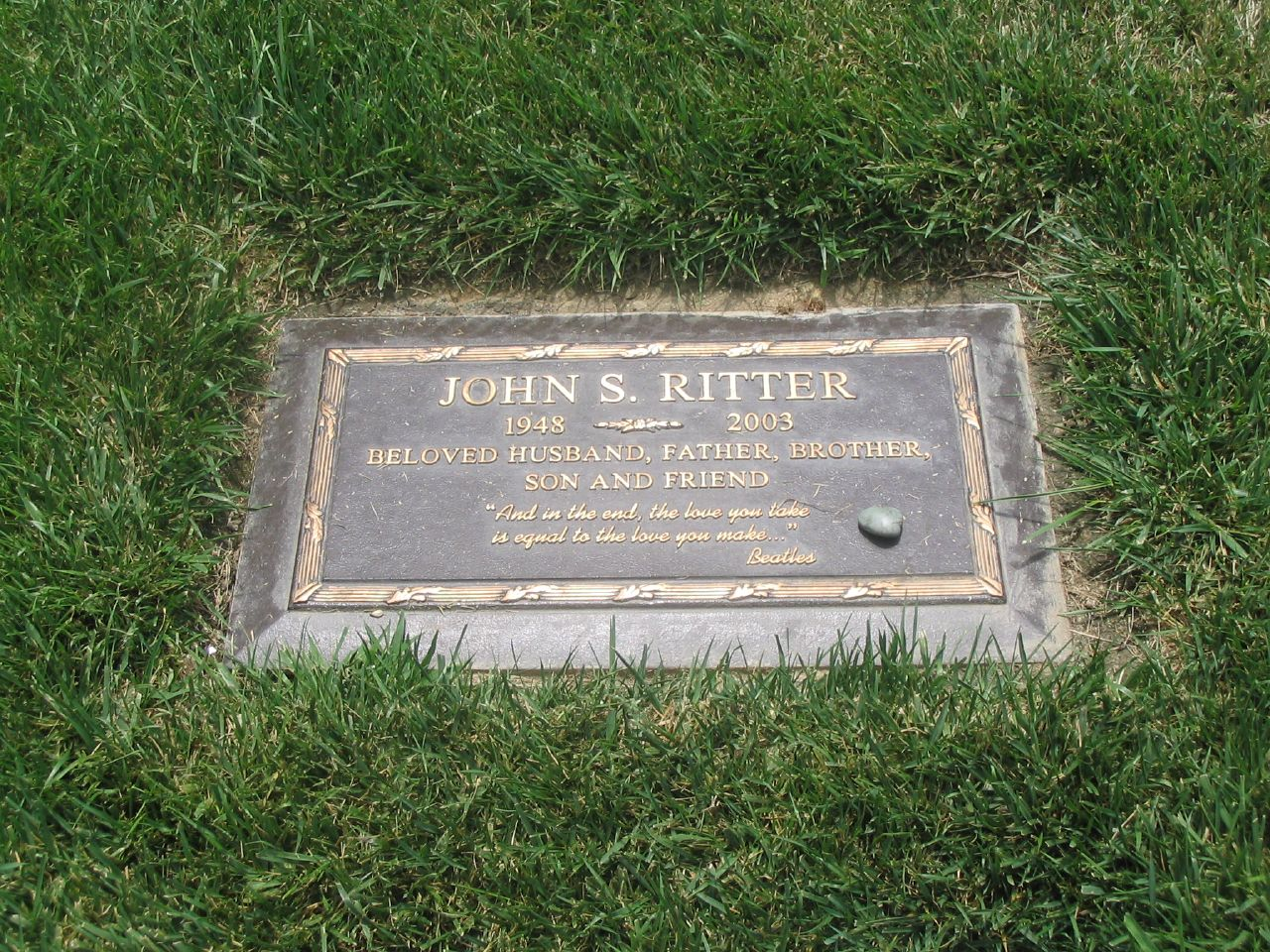
Могильная плита Риттера

11 сентября 2003 года Джон почувствовал себя плохо. На съёмках сериала «8 простых правил для друга моей дочери-подростка» Риттер пожаловался на боли в сердце, позже он упал в обморок и впал в кому. Риттер был доставлен в Медицинский Центр Провидение Св. Джозефа, где и умер этим же вечером на 55-м году жизни от расслоения аорты, вызванного врождённым пороком сердца.
Джон Риттер похоронен на кладбище Голливуд-Хилс в Лос-Анджелесе.

### Иск
В 2008 году Эми Ясбек подала иск на $67 миллионов против радиолога Мэттью Лотиша и кардиолога Джозефа Ли. Ясбек обвинила Ли, лечившего Джона в день его смерти, в постановке неверного диагноза — сердечного приступа. Лотиш обвинялся в том, что не обнаружил расширение аорты на сканировании, сделанном Джоном за два года до смерти. Обе стороны согласились, что истинное состояние Риттера было обнаружено лишь перед самой смертью. Окружной Верховный Суд Лос-Анджелеса признал врачей, лечивших Риттера в день смерти, невиновными. Согласно судебным записям, семья Риттера получила компенсацию в размере более $14 миллионов (из них $9,4 миллиона от медицинского центра, в котором умер Джон).

### Память
- 6 июня 2008 года Голливудской Старшей Школе[англ.] была передана фреска Риттера, изготовленная Элой Торрез.

- В марте 2010 года Thoracic Aortic Disease (TAD) Coalition совместно с Эми Ясбек и Фондом Джона Риттера сообщил о создании Правил Риттера. Целью проекта является повышение осведомлённости общества о расслоении аорты, которая унесла жизнь Риттера. Ясбек также сотрудничала с «Техасской медицинской школой», чтобы выявить ген, приводящий к аневризме аорты. Все четверо детей Риттера также были включены в исследование[15].

- Последний фильм Риттера «Плохой Санта», Clifford’s Really Big Movie, эпизод с Риттером в сериале «Клиника» и эпизод мультсериала «Царь горы» — «Stressed for Success»[16], а также первые серии второго сезона сериала «8 простых правил для друга моей дочери-подростка» были посвящены памяти актёра[17].

- Через четыре дня после смерти Риттера программный блок Nick at Nite провёл марафон памяти актёра[18].

## Фильмография
| Год       |     | Русское название                                 | Оригинальное название                         | Роль                                                                                  |
| --------- | --- | ------------------------------------------------ | --------------------------------------------- | ------------------------------------------------------------------------------------- |
| 1968      | тф  |                                                  | Crazy World, Crazy People                     | различные роли / Various characters                                                   |
| 1970      | с   |                                                  | Dan August                                    |                                                                                       |
| 1971      | ф   |                                                  | The Barefoot Executive                        | Роджер / Roger                                                                        |
| 1971      | ф   |                                                  | Scandalous John                               | Венделл / Wendell                                                                     |
| 1971—1977 | с   |                                                  | Hawaii Five-O                                 | Майк Уэллес / Райан Мур / Mike Welles / Ryan Moore                                    |
| 1972      | тф  |                                                  | Evil Roy Slade                                | священник / Priest                                                                    |
| 1972      | ф   |                                                  | The Other                                     | Rider                                                                                 |
| 1972—1976 | с   | Уолтоны                                          | The Waltons                                   | преподобный Мэттью Фордвик / Rev. Matthew Fordwick                                    |
| 1973      | с   |                                                  | Medical Center                                | Рони / Ronnie                                                                         |
| 1972      | тф  |                                                  | Bachelor-at-Law                               | Бен Сайкер / Ben Sykes                                                                |
| 1973      | ф   |                                                  | The Stone Killer                              | Hart                                                                                  |
| 1973      | с   | МЭШ                                              | M*A*S*H                                       | рядовой Картер / Pvt. Carter                                                          |
| 1974      | с   |                                                  | Kojak                                         | Кенни / Kenny Soames                                                                  |
| 1974      | с   |                                                  | Owen Marshall, Counselor at Law               | Грэг / Greg                                                                           |
| 1974      | с   |                                                  | The Bob Newhart Show                          | Дейв / Dave                                                                           |
| 1975      | с   |                                                  | Movin' On                                     | Кейси Кроуфорд / Casey Crawford                                                       |
| 1975      | с   |                                                  | Mannix                                        | Клифф Элджин / Cliff Elgin                                                            |
| 1975      | с   |                                                  | Great Performances                            | Ричард / Richard                                                                      |
| 1975      | с   |                                                  | The Bob Crane Show                            | Норнбек / Hornbeck                                                                    |
| 1975      | с   |                                                  | Petrocelli                                    | Джон Олесон / John Oleson                                                             |
| 1975      | с   |                                                  | Barnaby Jones                                 | Джо Роквелл / Joe Rockwell                                                            |
| 1975      | с   |                                                  | The Streets of San Francisco                  | Джон 'Джонни' Штайнер / John 'Johnny' Steiner                                         |
| 1972      | тф  |                                                  | The Night That Panicked America               | Уолтер Вингейт / Walter Wingate                                                       |
| 1975      | с   | Шоу Мэри Тайлер Мур                              | Mary Tyler Moore                              | преподобный Чатфилд / Reverend Chatfield                                              |
| 1975      | с   |                                                  | The Rookies                                   | Хэп Доусон / Hap Dawson                                                               |
| 1975—1976 | с   | Рода                                             | Rhoda                                         | Джерри Блокер / Винс Мазума / Jerry Blocker / Vince Mazuma                            |
| 1976      | с   | Старски и Хатч                                   | Starsky and Hutch                             | Том Коул / Tom Cole                                                                   |
| 1976      | с   |                                                  | Doc                                           | Джордж / Джефф / George / Jeff                                                        |
| 1976      | с   |                                                  | Phyllis                                       | Пол Джеймсон / Paul Jameson                                                           |
| 1976      | ф   | Никелодеон                                       | Nickelodeon                                   | Франклин Френк / Franklin Frank                                                       |
| 1976—1984 | с   | Трое — это компания                              | Three's Company                               | Джек Триппер / Дэвид Белл / Jack Tripper / David Bell                                 |
| 1977      | ф   |                                                  | Breakfast in Bed                              | Пол / Paul                                                                            |
| 1977—1983 | с   |                                                  | The Love Boat                                 | Бен Камминс / Дейл Райли / Рейнхардт / Ben Cummins / Dale Riley / Reinhardt           |
| 1978      | тф  |                                                  | Ringo                                         | Марти Флеш / Marty Flesh                                                              |
| 1978      | тф  |                                                  | Leave Yesterday Behind                        | Пол Сталлингз / Paul Stallings                                                        |
| 1979      | ф   |                                                  | Americathon                                   | Президент Чет Рузвельт / President Chet Roosevelt                                     |
| 1979      | с   |                                                  | The Ropers                                    | Джек Триппер / Jack Tripper                                                           |
| 1980      | ф   |                                                  | Hero at Large                                 | Стив Николс / Steve Nichols                                                           |
| 1980      | с   |                                                  | The Associates                                | Чик / Chick                                                                           |
| 1980      | тф  |                                                  | The Comeback Kid                              | Бубба Ньюман / Bubba Newman                                                           |
| 1980      | ф   |                                                  | Wholly Moses!                                 | Сатана / Satan (The Devil)                                                            |
| 1981      | ф   | Все они смеялись                                 | They All Laughed                              | Чарлз Рутледж / Charles Rutledge                                                      |
| 1981      | с   |                                                  | Insight                                       | Френки / Frankie                                                                      |
| 1982      | тф  |                                                  | Pray TV                                       | Том МакФерсон / Tom McPherson                                                         |
| 1982      | мф  | Полёт драконов                                   | The Flight of Dragons                         | Питер Дикенсон (голос) / Peter Dickenson (voice)                                      |
| 1983      | тф  |                                                  | Sunset Limousine                              | Алан O'Блек / Alan O'Black                                                            |
| 1984      | тф  |                                                  | Love Thy Neighbor                             | Денни / Danny Loeb                                                                    |
| 1984      | с   |                                                  | Pryor's Place                                 |                                                                                       |
| 1984—1985 | с   |                                                  | Three's a Crowd                               | Джек Триппер / Jack Tripper                                                           |
| 1985      | тф  |                                                  | Letting Go                                    | Алекс / Alex                                                                          |
| 1986      | тф  |                                                  | Living Seas                                   | Host                                                                                  |
| 1986      | тф  | Неестественные причины                           | Unnatural Causes                              | Френк Коулман / Frank Coleman                                                         |
| 1986      | тф  |                                                  | A Smoky Mountain Christmas                    | судья Гарольд Вентон / Judge Harold Benton                                            |
| 1987      | тф  | Последнее развлечение                            | The Last Fling                                | Филлип Рид / Phillip Reed                                                             |
| 1987      | тф  |                                                  | Prison for Children                           | Дэвид Ройс / David Royce                                                              |
| 1987      | ф   | Настоящие мужчины                                | Real Men                                      | Боб Уилсон / Bob Wilson                                                               |
| 1987—1989 | с   | Хуперман                                         | Hooperman                                     | Детектив Гарри Хуперман / Detective Harry Hooperman                                   |
| 1988      | тф  |                                                  | Mickey's 60th Birthday                        | Дадли Гуд / Dudley Goode                                                              |
| 1988      | тф  |                                                  | Tricks of the Trade                           | Дональд Тодсен / Donald Todsen                                                        |
| 1989      | ф   | До мозга костей                                  | Skin Deep                                     | Зак / Zach                                                                            |
| 1989      | с   |                                                  | Have Faith                                    |                                                                                       |
| 1989      | тф  |                                                  | My Brother's Wife                             | Барни / Barney                                                                        |
| 1990      | с   | Оно                                              | It                                            | Бен Хэнском / Ben Hanscom                                                             |
| 1990      | ф   | Трудный ребёнок                                  | Problem Child                                 | Бен Хили / 'Little' Ben Healy                                                         |
| 1990      | тф  |                                                  | The Dreamer of Oz                             | Френк / L. Frank Baum                                                                 |
| 1991      | кор |                                                  | The Real Story of O Christmas Tree            | Piney (Voice)                                                                         |
| 1991      | с   | Шоу Косби                                        | The Cosby Show                                | Рей Эванс / Ray Evans                                                                 |
| 1991      | тф  |                                                  | The Summer My Father Grew Up                  | Пол / Paul                                                                            |
| 1991      | ф   | Трудный ребёнок 2                                | Problem Child 2                               | Бен Хили / 'Little' Ben Healy                                                         |
| 1991      | с   |                                                  | Anything But Love                             | Патрик / Patrick Serreau                                                              |
| 1992      | мс  |                                                  | Fish Police                                   | инспектор Гил / Inspector Gil                                                         |
| 1992      | ф   | Безумные подмостки                               | Noises Off                                    | Гарри/Роджер / Garry Lejeune/Roger Tramplemain                                        |
| 1992      | ф   | Оставайтесь с нами                               | Stay Tuned                                    | Рой Нейбл / Roy Knable                                                                |
| 1992—1995 | с   |                                                  | Hearts Afire                                  | Джон Хартман / John Hartman                                                           |
| 1993      | тф  |                                                  | Heartbeat                                     | Билл Грант / Bill Grant                                                               |
| 1993      | тф  |                                                  | The Only Way Out                              | Джереми Карлаил / Jeremy Carlisle                                                     |
| 1993—1994 | с   |                                                  | The Larry Sanders Show                        | играет самого себя / John Ritter                                                      |
| 1994      | ф   | Норт                                             | North                                         | Уорд Нельсон / Ward Nelson                                                            |
| 1994      | с   |                                                  | Dave's World                                  | Джон Хартман / John Hartman                                                           |
| 1995      | тф  |                                                  | Gramps                                        | Кларк МакГрудер / Clarke MacGruder                                                    |
| 1995      | тф  |                                                  | The Colony                                    | Рик Ноултон / Rick Knowlton                                                           |
| 1995      | с   |                                                  | NewsRadio                                     | доктор Френк Вестфорд / Dr. Frank Westford                                            |
| 1996      | в   | Наемник                                          | Mercenary                                     | Джонас Амблер / Jonas Ambler                                                          |
| 1996      | тф  |                                                  | Unforgivable                                  | Пол Хигстром / Paul Hegstrom                                                          |
| 1996      | с   |                                                  | Wings                                         | Стюарт Девенпорт / Stuart Davenport                                                   |
| 1996      | ф   | Отточенное лезвие                                | Sling Blade                                   | Воган Каннингем / Vaughan Cunningham                                                  |
| 1996      | тф  |                                                  | For Hope                                      |                                                                                       |
| 1996—1999 | с   | Прикосновение ангела                             | Touched by an Angel                           | Майк O'Коннор / Том МакКинсли / Mike O'Connor / Tom McKinsley                         |
| 1997      | тф  |                                                  | Loss of Faith                                 | Брюс Саймон Баркер / Bruce Simon Barker                                               |
| 1997      | тф  |                                                  | A Child's Wish                                | Эд Чендлер / Ed Chandler                                                              |
| 1997      | тф  |                                                  | Dead Man's Gun                                | Гарри МакДонакл / Harry McDonacle                                                     |
| 1997      | ф   | Нигде                                            | Nowhere                                       | помощник Моисея / Moses Helper                                                        |
| 1997      | ф   |                                                  | A Gun, a Car, a Blonde                        | Дункан / Duncan/The Bartender                                                         |
| 1997      | ф   |                                                  | Hacks                                         | Хэнк / Hank                                                                           |
| 1997      | с   |                                                  | Over the Top                                  | Джастин / Justin                                                                      |
| 1997      | с   | Баффи — истребительница вампиров                 | Buffy the Vampire Slayer                      | Тед Бученан / Ted Buchanan                                                            |
| 1997—2004 | мс  | Царь горы                                        | King of the Hill                              | Юджин Гренди / Eugene Grandy                                                          |
| 1998      | ф   | Монтана                                          | Montana                                       | доктор Векслер / Dr. Wexler                                                           |
| 1998      | тф  |                                                  | Chance of a Lifetime                          | Том / Tom Maguire                                                                     |
| 1998      | ф   |                                                  | Shadow of Doubt                               | Стивен Майер / Steven Mayer                                                           |
| 1998      | ф   | Я проснулся рано в день моей смерти              | I Woke Up Early the Day I Died                | Роберт Форрест / Robert Forrest                                                       |
| 1998      | ф   | Невеста Чаки                                     | Bride of Chucky                               | Уоррен Кинкейд / Chief Warren Kincaid                                                 |
| 1998      | с   | Элли Макбил                                      | Ally McBeal                                   | Джордж Медисон / George Madison                                                       |
| 1998      | тф  |                                                  | Dead Husbands                                 | доктор Картер Элстон / Dr. Carter Elston                                              |
| 1999      | с   |                                                  | Veronica's Closet                             | Тим / Tim                                                                             |
| 1999      | тф  |                                                  | Holy Joe                                      | Джо Касс / Joe Cass                                                                   |
| 1999      | тф  | Это пришло с небес                               | It Came from the Sky                          | Дональд Бриджес / Donald Bridges                                                      |
| 1999      | тф  |                                                  | Lethal Vows                                   | доктор Дэвид Фаррис / Dr. David Farris                                                |
| 2000      | ф   |                                                  | Panic                                         | доктор Джош Паркс / Dr. Josh Parks                                                    |
| 2000      | ф   |                                                  | Tripfall                                      | Том Уилльямс / Tom Williams                                                           |
| 2000      | с   | Надежда Чикаго                                   | Chicago Hope                                  | Джо Дисмерски / Joe Dysmerski                                                         |
| 2000      | мс  | Бэтмен будущего                                  | Batman Beyond                                 | доктор Дэвид Вилер / Dr. David Wheeler                                                |
| 2000      | с   |                                                  | Family Law                                    | отец Эндрюс / Father Andrews                                                          |
| 2000      | ф   |                                                  | Lost in the Perishing Point Hotel             | Кристиан / Christian Therapist                                                        |
| 2000      | ф   |                                                  | Terror Tract                                  | Боб Картер / Bob Carter                                                               |
| 2000      | ф   |                                                  | Tadpole                                       | Стенли Грабман / Stanley Grubman                                                      |
| 2000—2002 | с   |                                                  | Felicity                                      | мистер Эндрю Ковингтон / Mr. Andrew Covington                                         |
| 2000—2003 | мс  | Клиффорд — Большой Красный Пёс                   | Clifford the Big Red Dog                      | Клиффорд / Clifford the Big Red Dog                                                   |
| 2001      | с   |                                                  | Tucker                                        | Марти / Marty                                                                         |
| 2001      | в   |                                                  | Nuncrackers                                   | рассказчик / Narrator                                                                 |
| 2002      | с   |                                                  | The Ellen Show                                | Перси Мосс / Percy Moss                                                               |
| 2002      | с   | Закон и порядок: Специальный корпус              | Law & Order: Special Victims Unit             | доктор Ричард Меннинг / Dr. Richard Manning                                           |
| 2002      | ф   |                                                  | Man of the Year                               | Билл / Bill                                                                           |
| 2002      | с   |                                                  | Breaking News                                 | Ллойд / Lloyd Fuchs                                                                   |
| 2002      | с   | Клиника                                          | Scrubs                                        | Сэм Дориан / Sam Dorian                                                               |
| 2002—2003 | с   | 8 простых правил для друга моей дочери-подростка | 8 Simple Rules for Dating My Teenage Daughter | Пол Хеннесси / Paul Hennessy                                                          |
| 2003      | ф   |                                                  | Manhood                                       | Eli                                                                                   |
| 2003      | ф   | Плохой Санта                                     | Bad Santa                                     | Боб Чипеска / Bob Chipeska                                                            |
| 2004      | мф  |                                                  | Clifford’s Really Big Movie                   | Клиффорд (голос Риттера использован в озвучивании) / Clifford the Big Red Dog (Voice) |
| 2006      | мф  |                                                  | Stanley’s Dinosaur Round-Up                   | Стю (голос Риттера использован в озвучивании) / Great Uncle Stew (Voice)              |

## Награды и номинации
| Награды и номинации | Награды и номинации            | Награды и номинации                                              | Награды и номинации                                | Награды и номинации                                     |
| Год                 | Премия                         | Категория                                                        | Работа                                             | Итог                                                    |
| ------------------- | ------------------------------ | ---------------------------------------------------------------- | -------------------------------------------------- | ------------------------------------------------------- |
| 1978                | Эмми                           | Лучший актёр в комедийном сериале                                | «Трое — это компания»                              | Номинация                                               |
| 1979                | Золотой глобус                 | Лучшая мужская роль в телевизионном сериале — комедия или мюзикл | «Трое — это компания»                              | Номинация                                               |
| 1980                | Золотой глобус                 | Лучшая мужская роль в телевизионном сериале — комедия или мюзикл | «Трое — это компания»                              | Номинация                                               |
| 1981                | Эмми                           | Лучший актёр в комедийном сериале                                | «Трое — это компания»                              | Номинация                                               |
| 1983                | Золотой глобус                 | Лучшая мужская роль в телевизионном сериале — комедия или мюзикл | «Трое — это компания»                              | Победа                                                  |
| 1984                | Эмми                           | Лучший актёр в комедийном сериале                                | «Трое — это компания»                              | Победа                                                  |
| 1987                | Золотой глобус                 | Лучший актёр мини-сериала или фильма для TV                      | «Неестественные причины»                           | Номинация                                               |
| 1988                | Эмми                           | Лучший актёр в комедийном сериале                                | «Хуперман»                                         | Номинация                                               |
| 1988                | Золотой глобус                 | Лучшая мужская роль в телевизионном сериале — комедия или мюзикл | «Хуперман»                                         | Номинация                                               |
| 1988                | People's Choice Awards         | Любимый актёр в новой программе ТВ                               | «Хуперман»                                         | Победа                                                  |
| 1997                | Chlotrudis Awards              | Лучший актёр второго плана                                       | «Отточенное лезвие»                                | Номинация                                               |
| 1997                | Премия Гильдии киноактёров США | Лучший актёрский состав                                          | «Отточенное лезвие»                                | Номинация                                               |
| 1999                | Эмми                           | Лучший актёр в комедийном сериале                                | «Элли Макбил»                                      | Номинация                                               |
| 2001                | Дневная премия «Эмми»          | Выдающийся вклад в анимационную программу                        | «Клиффорд — Большой Красный Пёс»                   | Номинация                                               |
| 2002                | Дневная премия «Эмми»          | Выдающийся вклад в анимационную программу                        | «Клиффорд — Большой Красный Пёс»                   | Номинация                                               |
| 2003                | DVD Exclusive Awards           | Лучший аудиокомментарий, библиотечный релиз                      | «High Noon»                                        | Номинация (совместно с Марией Купер и Тимом Циннеманом) |
| 2003                | Дневная премия «Эмми»          | Выдающийся вклад в анимационную программу                        | «Клиффорд — Большой Красный Пёс»                   | Номинация                                               |
| 2004                | Дневная премия «Эмми»          | Выдающийся вклад в анимационную программу                        | «Клиффорд — Большой Красный Пёс»                   | Номинация (посмертно)                                   |
| 2004                | Эмми                           | Лучший актёр в комедийном сериале                                | «8 простых правил для друга моей дочери-подростка» | Номинация (посмертно)                                   |

### Аллея славы
- В 1983 году Джон Риттер получил звезду на голливудской «Аллее славы» (звезда № 6627). Он и его отец Текс Риттер стали первыми отцом и сыном, получившими звезды за разные категории.

## Комментарии
1. ↑  Студент или школьник, который часто высмеивает кого-либо или подшучивает над кем-либо[4].